# Mesnil-sur-l’Estrée
Mesnil-sur-l’Estrée ist eine französische Gemeinde mit 942 Einwohnern (Stand: 1. Januar 2022) im Département Eure in der Region Normandie. Sie gehört zum Arrondissement Évreux und zum Kanton Saint-André-de-l’Eure. Die Einwohner werden Mesnilois und Mesniloises genannt.

## Geographie
Mesnil-sur-l’Estrée liegt etwa 30 Kilometer südsüdöstlich von Évreux. Die Avre begrenzt die Gemeinde im Süden. Umgeben wird Mesnil-sur-l’Estrée von den Nachbargemeinden Courdemanche im Nordwesten und Norden, Louye im Nordosten, Muzy im Osten, Vert-en-Drouais im Süden sowie Saint-Germain-sur-Avre im Westen.

## Bevölkerungsentwicklung
| Jahr                       | 1962 | 1968 | 1975 | 1982 | 1990 | 1999 | 2011 | 2020 |
| Einwohner                  | 708  | 753  | 739  | 764  | 1090 | 1031 | 978  | 912  |
| Quellen: Cassini und INSEE |      |      |      |      |      |      |      |      |

## Sehenswürdigkeiten
- Kirche Sainte-Marie-Madeleine aus dem 15./16. Jahrhundert, seit 2010 als Monument historique eingeschrieben

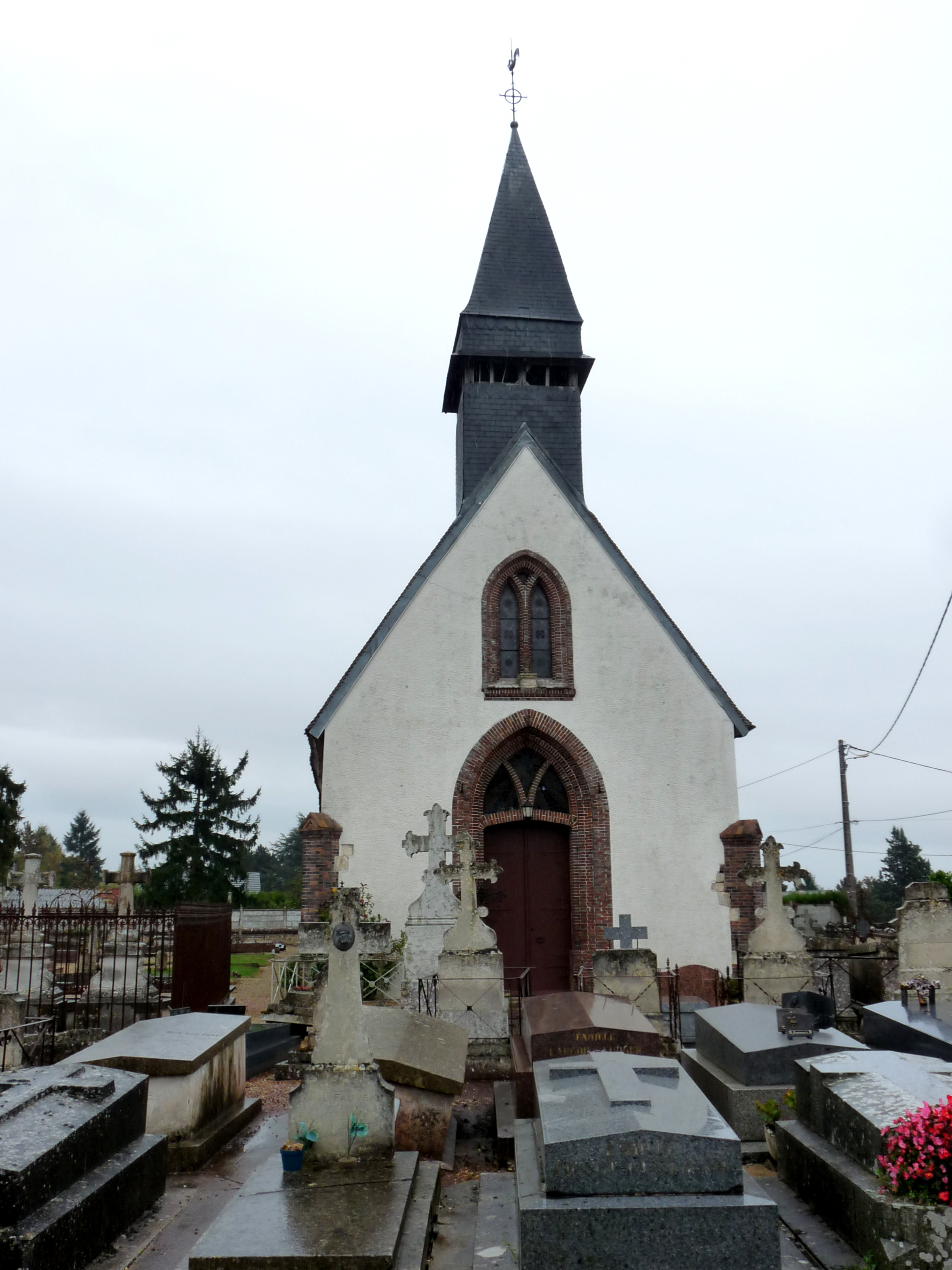
Kirche Sainte-Marie-Madeleine

- Kloster Estrée